# HPE Helion
HPE Helion è un portfolio di software open source e sistemi integrati per il cloud computing aziendale. Fu lanciato da HPE CLoud nel maggio 2014. Sei mesi dopo del lancio Neilson Ratings nota che HPE Helion ha ricevuto il più alto punteggio in area B2B di qualsiasi altro marchio.
HPE Helion è basato su tecnologia open source, tra cui OpenStack e Cloud Foundry.